# Fuma Kikuchi
Fuma Kikuchi (菊池風磨 Kikuchi Fūma, Tòquio, 7 de març de 1995) és un cantant, actor i locutor de ràdio japonès, membre de l'agència Johnny & Associates i del grup Sexy Zone.

## Biografia
Va entrar a l'agència Johnny's el mes d'abril de 2008. Durant el seu període de Johnny's Jr. va formar part del grup B.I.Shadow, el qual conjuntament amb Yuma Nakayama formarien Nakayama Yuma w/B.I.Shadow, un nou grup que llançaria un single conjunt amb NYC boys, format per Ryosuke Yamada, Yuri Chinen, membres de Hey! Say! JUMP, i el mateix Nakayama. El grup sencer va exercir com a suport especial en la Copa Mundial de Voleibol Femení de 2009.
El 29 d'octubre de 2011 s'anunciava el seu debut definitivament amb el grup Sexy Zone, realitzat de forma oficial el 16 de novembre del mateix any amb el llançament del primer single del grup.
L'octubre de 2012 s'examinà i feu l'entrevista per entrar a la Universitat de Keiō. El febrer es va anunciar el seu accés a la Facultat de Ciències Polítiques del Campus de Kanagawa Shounan. Kikuchi expressà el seu desig d'estudiar gran varietat d'aspectes polítics, socials i psicològics i que compaginaria, així, els seus estudis amb l'activitat en el món de l'espectacle.

## Discografia
- Koishite Akuma/NYC (Nakayama Yuma w/ B. I Shadow, NYC boys) (single)[8]

## Filmografia
- [2014] Gekijoban Kamen Teacher (劇場版 仮面ティーチャー) com Kinzo Takehara.[9]

## Sèries de TV
- [2008] Scrap Teacher ~Kyoshi Saisei~ (スクラップ･ティーチャー ~教師再生~)com Fuma Kusamoto.[10]
- [2012] Mirai Nikki -Another : World- (未来日記-Another : World-) com Oji Takasaka.[11]
- [2013] Kamen Teacher (仮面ティーチャー) com Kinzo Takehara.[12]